# Arthur Otway
Arthur John Otway (8 août 1822 - 8 juin 1912) est un avocat britannique et homme politique libéral ainsi qu'un partisan de la réforme administrative concernant l'Inde.

## Jeunesse
Otway est né à Édimbourg, en Écosse, le quatrième fils de l'amiral Sir Robert Otway (en), 1er baronnet. Il est élevé avec le reste de sa famille à Kemp Town, un domaine de Brighton, en Angleterre. À l'âge de six ans, il commence ses études à Marlborough Place. Par la suite, il s'est rendu en France et en Allemagne et a finalement commencé ses études au Collège militaire royal de Sandhurst. Naturellement, sa première carrière est dans l'armée. En 1839, il s'engage comme enseigne du 51st Yorkshire Light Infantry, qui est alors stationné en Australie. Après deux ans de service, il est promu au 2nd Queen's Regiment, stationné en Inde. Il sert dans ce régiment pendant environ cinq ans de plus, jusqu'en 1846, date à laquelle il prend sa retraite de l'armée. Après son passage dans l'armée, il commence à étudier le droit au Middle Temple, l'un des quatre Inns of Court de Londres et en 1850, il est admis au barreau.

## Carrière politique
Avant qu'Otway n'ait rendu son premier Mémoire judiciaire, il a commencé à percevoir un besoin de réforme au sein du gouvernement, en particulier en ce qui concerne la gestion de l'administration de l'Inde. Il rejoint d'autres notables de l'époque comme John Bright pour former la India Reform Society. Par la suite, il est entré en politique en tant que député libéral de Stafford. Il représente cet arrondissement de 1852 à 1857. Plus tard, il siège pour Chatham de 1865 à 1874 et Rochester de 1878 à 1885.
À la fin de 1868, trois ans après son élection comme député de Chatham, Otway est nommé au premier gouvernement de William Ewart Gladstone au poste de sous-secrétaire d'État aux Affaires étrangères. Il sert pendant trois ans à ce poste sous la direction de George Villiers (4e comte de Clarendon), le secrétaire d'État aux Affaires étrangères. Celui-ci est décédé le 19 juillet 1870, à la veille de la Guerre franco-allemande de 1870 et est remplacé par Lord Granville. Les mois qui ont suivi ont été remplis d'anxiété pour tous les représentants du ministère des Affaires étrangères, jusqu'à la fin de la guerre en 1871. Cette année-là, Otway s'est retiré de ce poste pour des divergences d'opinion liées à l'application par la Russie du traité de la mer Noire dans la guerre de Crimée.
En 1878, Otway est élu député de Rochester. En 1881, il succède à son frère comme troisième baronnet. Cinq ans plus tard, en 1883, il est nommé vice-président de la Chambre et président des voies et moyens. Il occupe son poste de président jusqu'en 1885, année où il prend sa retraite de la vie parlementaire. La même année, il est devenu conseiller privé.

## Famille
Otway épouse Henrietta Langham, fille de James Langham, le 13 septembre 1851. Ils ont trois enfants, Henrietta Evelyn Marianne Otway, Phoebe Eleanora Otway et Waller Angelo Otway. Son fils unique, Waller, est décédé célibataire en 1884. Sa femme est décédée en 1909. Otway lui a survécu trois ans et est décédé au 34 Eaton Square, Londres, en juin 1912, à l'âge de 89 ans. Le titre de baronnet s'est éteinte à sa mort.